# تاکشی ماتسودا
تاکشی ماتسودا (به انگلیسی: Takeshi Matsuda) (زادهٔ ۲۳ ژوئن ۱۹۸۴) شناگر اهل ژاپن است.